# Іній (фільм)
«Іній» (лит. Šerkšnas, англ. Frost) — копродукційна литовсько-французько-українсько-польська воєнна драма 2017 року про війну на Донбасі. Фільм знято литовським режисером Шарунасом Бартасом за фінансової підтримки Державного агентства України з питань кіно, Литовського кіноцентру, німецько-французького телеканалу ARTE та Польського кіноінституту.
У 2017 році стрічку було відібрано для участі у програмі секції «Двотижневик режисерів» на 70-му Каннському міжнародному кінофестивалі. У липні 2017 року фільм брав участь у міжнародній конкурсній програмі 8-го Одеського міжнародного кінофестивалю у змаганні за головний приз — Золотий Дюк . У серпні 2017 року фільм було включено до лонг-листа премії Європейської кіноакадемії. Також його було висунуто від Литви претендентом на премію «Оскар» Американської кіноакадемії у номінації «Найкращий фільм іноземною мовою».

## Сюжет
Молодому литовцю Рокасу одного дня випадає несподівана можливість побувати в Україні та побачити — і зрозуміти — справжню окупацію і війну. Разом із гуманітарним конвоєм він прямує з Литви до України, де доля зводить його із двома військовими журналістами. Реальність виявляється набагато жорстокішою за романтичні уявлення молодого литовця, кидаючи його у вир війни. Тріо буде змушене подолати свої психологічні межі та збудувати міцні відносини. Вони не погоджуються ні з чим, окрім свого бажання бути там, де вони є, кожен з власних причин. На зруйнованій окупантами території Рокас знаходить своє справжнє кохання.

## У ролях
| • Ванесса Параді   | — | французька журналістка |
| • Анджей Хира      | — | Андрій                 |
| • Лія Макнавічюте  | — | Інга                   |
| • Мантас Янчаускас | — | Рокас                  |
| • Борис Абрамов    | — | військовий журналіст   |
| • Вероніка Розаті  |   |                        |

## Знімальна група
- Автор сценарію — Шарунас Бартас, Анна Коен-Янай
- Режисер-постановник — Шарунас Бартас
- Продюсери — Шарунас Бартас, Марія Блічарска, Юрга Дікчувене, Володимир Філіппов, Янья Кралі, Олена Єршова, Мішель Меркт, Моніка Сайко-Градовська
- Оператор — Ейтвідас Доскус
- Композитор — Павел Микетін
- Монтаж — Дуня Сичова
- Художник-постановник — Олег Дориченко
- Художник з костюмів — Доната Пурванескайте
- Художник-декоратор — Олег Доришенко

## Зйомки
Фільм став одним із переможців 8-го конкурсного відбору Державного агентства України з питань кіно, отримавши державну фінансову підтримку розміром у 11,48 млн гривень. Загальний кошторис стрічки склав 39,9 млн гривень.
Зйомки фільму розпочалися у грудні 2016 року та відбувалися у Дніпрі; база знімальної групи знаходилася в Синельникові Дніпропетровської області. Багато сцен знято в Києві і безпосередньо в районах, наближених до зони проведення АТО — в Донецькій області У стрічці використані документальні монологи реальних військових — учасників бойових дій.

## Реліз
Спочатку планувалося, що обмежений реліз стрічки в український прокат станеться 5 жовтня 2017 року. Згодом реліз перенесли на 26 жовтня 2017 року, але тоді стрічка також не вийшла на українські екрани. Українським прокатником мала стати новострена дистриб'юторська компанія Kinove. Згодом українського прокатника змінили з Kinove на Жовтень-прокат, а реліз стрічки переренсли на 1 березня 2018 року.

## Відгуки
Наприкінці грудня 2016-го впливова французька газета Libération назвала «Іній» з-поміж 20 стрічок, задля яких варто відвідувати кіно в 2017 році, поряд з новими стрічками Мартіна Скорсезе, Філіппа Гарреля, Лава Діаса та інших.

## Нагороди та номінації
| Список нагород та номінацій             | Список нагород та номінацій | Список нагород та номінацій                 | Список нагород та номінацій | Список нагород та номінацій | Список нагород та номінацій |
| Кінопремія                              | Дата церемонії              | Категорія                                   | Номінант(и)                 | Результат                   | Дж                          |
| --------------------------------------- | --------------------------- | ------------------------------------------- | --------------------------- | --------------------------- | --------------------------- |
| Одеський міжнародний кінофестиваль      | 2017                        | Золотий Дюк                                 | Іній                        | Номінація                   | [ 8 ]                       |
| Стамбульський міжнародний кінофестиваль | 2018                        | «Спіраль сходження» премії Ради Європи FACE | Іній                        | Перемога                    | [ 17 ]                      |